# Jinfengopteryx
Jinfengopteryx (de Jinfeng, 'Fenix dourada', a rainha dos pássaros no folclore chinês, e τερυξ do grego, Asa Antiga) é um gênero de dinossauro terópode emplumado. Foi encontrado na Formação Qiaotou da Província Hebei, na China, e é, por isso, de idade incerta. A Formação Qiaotou é a base da primeira Formação Yixian do Cretáceo bem mais conhecida, portanto a Formação Qiaotou é do Cretáceo Inferior ou do Jurássico Superior. O Jinfengopteryx foi conservado com impressões extensas de penas, mas ele necessita de penas de vôo nas suas pernas traseiras, que estão presentes em dinossauros relacionados como o Microraptor e Pedopenna.